# Dailey (Virginie-Occidentale)
 (avril 2025).
Pour les articles homonymes, voir Dailey.
Dailey est une census-designated place située dans le comté de Randolph, dans l’État de Virginie-Occidentale, aux États-Unis. Lors du recensement de 2020, elle comptait 106 habitants.